# Vescovato di Ratisbona
Il Vescovato di Ratisbona fu uno Stato ecclesiastico della Germania esistito dal XIII secolo al 1803.

## Storia
La diocesi di Ratisbona venne fondata nel 739 da San Bonifacio ed era originariamente subordinata all'arcivescovo di Salisburgo. Fu nel XIII secolo che il vescovato di Ratisbona ottenne la qualificazione di Principato Vescovile e come tale divenne uno stato temporale del Sacro Romano Impero.
Con la Reichsdeputationshauptschluss del 1803, il vescovato venne unito ad altri territori, già parte dell'Elettorato di Magonza, per formare l'Arcivescovato di Ratisbona con a capo Karl Theodor Anton Maria von Dalberg, ecclesiastico distintosi per una estrema vicinanza alla causa rivoluzionaria francese prima ed a Napoleone stesso poi, riuscendo quindi ad trattenere solo formalmente il ruolo religioso e divenendo principe di un vero e proprio stato posto sotto la protezione della Confederazione del Reno. Nel 1810, il Principato di Ratisbona divenne parte del Regno di Baviera anche se Dalberg ne mantenne la reggenza episcopale. Aschaffenburg, sede effettiva della Corte dell'arcivescovo, divenne la capitale del nuovo granducato di Francoforte assegnato a Dalberg a titolo vitalizio. Il Concordato stilato con la Baviera nel 1817 alla morte di Dalberg degradò l'arcidiocesi al grado di semblice diocesi da subordinarsi all'arcivescovo di Monaco e Frisinga, ma non ne restaurò più il potere temporale, ripristinando solo l'attuale diocesi di Ratisbona.

## Principi-Vescovi di Ratisbona (sino al 1808)
- Sant'Alberto Magno † (1260 - 1262 dimesso)
- Leo Thundorfer † (1262 - 1277)
- Enrico II von Rotteneck † (1277 - 1296)
- Corrado V von Luppurg † (1296 - 1313)
- Nicholaus von Ybbs † (1313 - 1340)
- Federico di Zollern-Norimberga † (1340 - 1365)
- Enrico III von Stein † (1365 - 1368)
- Corrado VI von Haimberg † (1368 - 1381)
- Teodorico von Abensberg † (1381 - 1383)
- Johann von Moosburg † (1384 - 1409)
- Alberto III von Stauf † (1409 - 1421)
- Giovanni II von Streitberg † (1421 - 1428)
- Corrado VII von Soest † (1428 - 1437)
- Friedrich II von Parsberg † (1437 - 1450)
- Friedrich III von Plankenfels † (1450 - 1457)
- Rupert I † (1457 - 1465)
- Heinrich IV von Absberg † (1465 - 1492)
- Rupert II † (1492 - 1507)
- Giovanni III del Palatinato † (1507 - 1538)
- Pankraz von Sinzenhofen † (1538 - 1548)
- Georg von Pappenheim † (1548 - 1563)
- Vitus von Fraunberg † (1563 - 1567)
- David Kölderer von Burgstall † (1567 - 1579)
- Filippo di Baviera † (1579 - 1598)
- Sigmund von Fugger † (1598 - 1600)
- Wolfgang II von Hausen † (1600 - 1613)
- Albert IV von Toerring-Stein † (1613 - 1649)
- Franz Wilhelm von Wartenberg † (1649 - 1661)
- Johann Georg von Herberstein † (1662 - 1663)
- Adam Lorenz von Toerring-Stein † (1663 - 1666)
- Guidobaldo Thun † (1666 - 1º giugno 1668 deceduto)
- Alberto Sigismondo di Baviera † (1668 - 4 novembre 1685 deceduto)
- Giuseppe Clemente di Baviera † (1685 - 1716 dimesso)
- Clemente Augusto di Baviera † (1716 - 1719 dimesso)
- Giovanni Teodoro di Baviera † (1719 - 27 gennaio 1763 deceduto)
- Clemente Venceslao di Sassonia † (27 aprile 1763 - 20 agosto 1768 dimesso)
- Joseph Konrad von Schroffenberg † (30 marzo 1790 - 4 aprile 1803 deceduto)
- Karl Theodor von Dalberg † (1º febbraio 1805 - 10 febbraio 1817 arcivescovo deceduto)

Perdita del potere temporale nel 1810. Viene ripristinata l’ordinaria diocesi di Ratisbona dal 1817.